# Joseph Guillemot

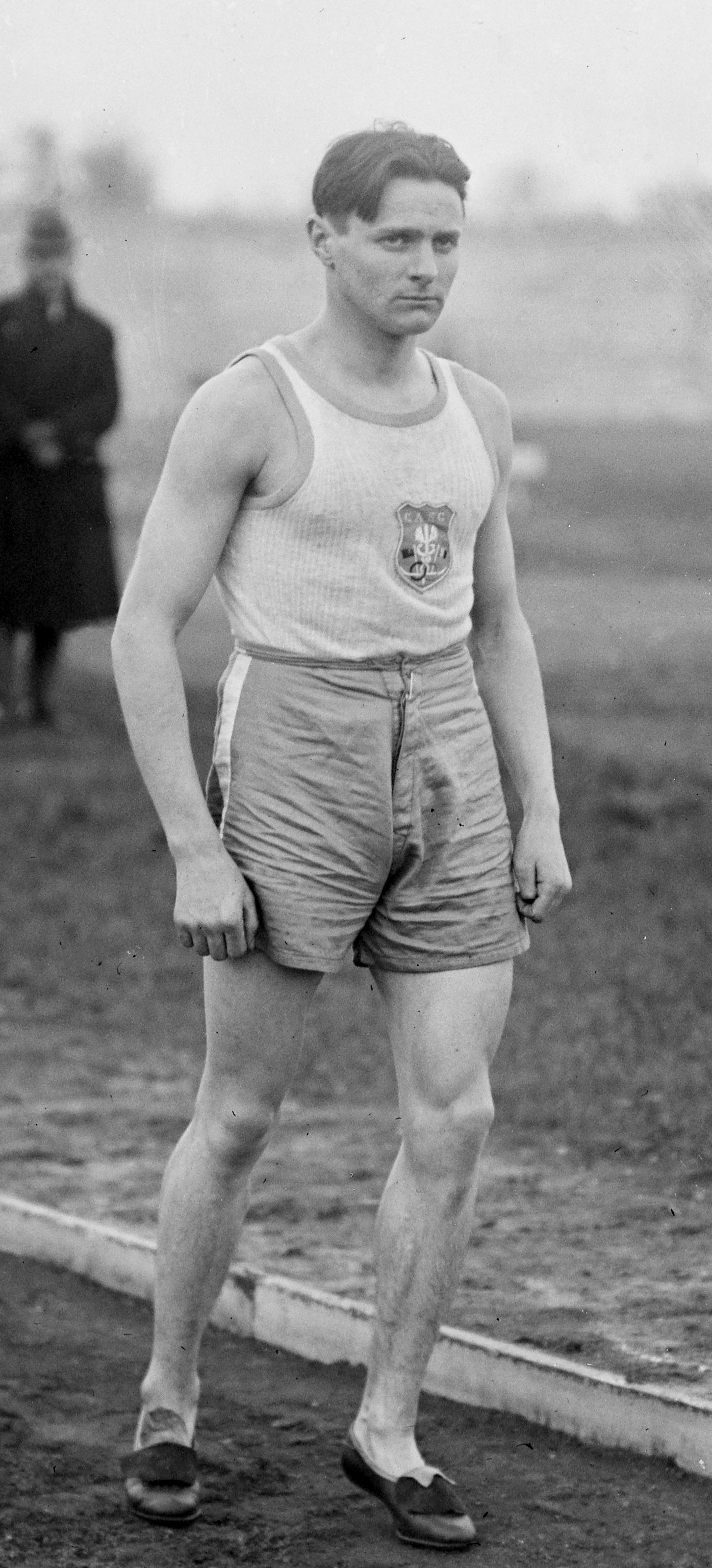
Joseph Guillemot 1920

Joseph Guillemot (* 1. Oktober 1899 in Le Dorat; † 9. März 1975 in Paris) war ein französischer Leichtathlet und 1920 Olympiasieger über 5000 Meter bei den Olympischen Sommerspielen in Antwerpen.
Im Ersten Weltkrieg kämpfend, versehrte sich Joseph Guillemot seine Lungen schwer durch eine Senfgas-Vergiftung. Durch eine Anomalie befand sich sein Herz auf der rechten Seite seines Brustkastens. Guillemot war ein Athlet von geringer körperlicher Größe. Er maß lediglich 160 Zentimeter und wog 54 Kilogramm, aber er besaß eine außerordentliche Leistungsfähigkeit. Er gewann im Militärdienst die Regiments-Cross-Meisterschaften, gefolgt von seinem ersten französischen Militär-Meistertitel. 1920 gewann er seinen ersten nationalen Meistertitel über 5000 Meter, was ihm die Qualifikation für die Olympischen Spiele brachte.
In Antwerpen war Paavo Nurmi der Liebling der Massen. Im 5000-Meter-Final hatte Nurmi eine eigene Strategie geplant, um die gefährlichen Schweden Eric Backman und Runar Falk im ersten Teil des Rennens zu ermüden. Nach drei Runden übernahm Nurmi die Führung und steigerte zunehmend die Geschwindigkeit. Nur Guillemot konnte ihm folgen. Zur Rennhälfte verweigerte Guillemot die Führung noch und Nurmi begann zunehmend der Mut zu verlassen. Auf der letzten Runde in der Zielkurve überspurtete Guillemot Nurmi auf der Außenbahn. Nurmi – völlig demoralisiert – verlor bis ins Ziel noch 4 Sekunden auf den überragenden Sieger Guillemot.
Das Finale über 10.000 Meter begann nach einer fast drei Stunden dauernden Rede von König Albert. Guillemot hatte vor dem Rennen viel gegessen. Mit Magenkrämpfen kämpfend und mit zu großen Rennschuhen (seine eigenen Schuhe waren ihm gestohlen worden), musste Guillemot mit Silber vorliebnehmen.
Nach den Olympischen Spielen gewann Guillemot 1922 den Cross der Nationen (Vorläufer der heutigen Weltmeisterschaft) im Einzelrennen und führte Frankreich im Mannschaftswettbewerb sowohl 1922 und 1926 zum Sieg. Er gewann die französischen Meisterschaften über 5000 Meter bei drei Gelegenheiten, verpasste aber die folgenden Olympischen Spiele wegen Zwistigkeiten zwischen ihm und dem französischen Athletik-Verband. 
Er hielt auch zwei Weltrekorde: 2000 m (5.34,8) und 3000 m (8.42,2). 
Guillemot, der täglich ein Paket Zigaretten rauchte, starb mit 75 Jahren in Paris.